# Noor Hassanali
Noor Hassanali TC (* 13. August 1918 als Noor Mohammed Hassanali in San Fernando, Trinidad; † 25. August 2006 in Port of Spain) war von 1987 bis 1997 der zweite Präsident der Republik Trinidad und Tobago.

## Leben

### Herkunft und Studium
Hassanali wurde als sechstes von insgesamt sieben Kindern einer muslimischen Familie 1918 geboren. Er besuchte von 1938 bis 1943 das renommierte Naparima College in San Fernando und erwarb dort seinen Oberschulabschluss, später auch die Hochschulreife. Er studierte dann bis 1947 an der University of Toronto. Er war dort auch Mitglied des Canadian Officers Training Corps in Army Service. Im Juni 1948 ging er als Barrister zum Gray’s Inn und wurde im August dieses Jahres zugelassen, in Trinidad und Tobago zu praktizieren. Er machte sich später als Rechtsanwalt selbständig.

### Laufbahn und Karriere als Richter
1953 wurde er zum Amtsrichter in Victoria, Tobago, St. Patrick, Caroni und St. George. 1960 war er Vorsitzender Richter. Außerdem wurde er in diesem Jahr auch noch Senior Crown Counsel im Attorney General's Chambers. 1965 wurde er zum Assistant Solicitor General ernannt. 1978 wurde er Justice of Appeal am Obersten Gerichtshof.
Hassanali war außerdem von 1985 bis 1987 Master of the Moots an der Hugh Wooding Law School und bei verschiedenen staatlichen Behörden wie der Judicial and Legal Service Commission (1985–1987) und dem Trinidad and Tobago Defence Force Commissions Board (1985–1987) tätig.

### Präsident der Republik von Trinidad und Tobago
Am 19. März 1987 wurde Noor Hassanali als Nachfolger von Ellis Clarke zum zweiten Präsidenten der Republik Trinidad und Tobago gewählt. Er war somit Staatsoberhaupt und Oberbefehlshaber der Streitkräfte Trinidad und Tobagos. Er regierte zwei Amtsperioden und wurde am 19. März 1997 vom ehemaligen Premierminister Arthur N. R. Robinson abgelöst.

## Auszeichnungen
Hassanali wurde mit mehreren Auszeichnungen wie der Bronzemedaille der University of Toronto (1947) und dem Ehrendiplom des San Fernando Borough Council ausgezeichnet. 1993 erhielt er den damaligen höchsten Orden Trinidads, das Trinity Cross.